# 金光宅吉
金光宅吉（こんこう いえよし、安政元年12月25日（1855年2月11日） - 明治26年（1893年）12月20日）は、金光教の二代金光様。

## 略歴
今の岡山県浅口市金光町大谷に生まれる。赤沢文治（金光大神）登勢（とせ）の5男。幼名は、宇之丞（うのじょう）、後に虎吉（とらよし）と改められる。金光四神（こんこうしじん）の神号を許され、金光大神の死後、広前の取次の座を主として守り、金光教の信奉者や布教者からは二代金光様あるいは四神様（しじんさま）と呼ばれている。神道本局傘下の神道金光教会で、金光教教監を務めた。諡号は「金光四神貫行君」（こんこうしじんつらゆきのきみ）。
妻　喜代（きよ：安部家より嫁す）との間に、4男4女をもうけた。金光攝胤（せつたね）、堤一二野（ひふの）、佐藤女子（ひめこ）、近藤明道（あきみち）、白神根能勢（ねのせ）、金光国開（くにはる）、金光三代太郎（みよたろう）、金光塩野（しおの）の8人である。
40歳で死去。遺言により息子の攝胤（せつたね：1880 - 1963）が13歳で取次の座についた。（攝胤は、三代金光様と呼ばれ、教団独立後の信仰の中心となった）。